# (65685) Behring
Pour les articles homonymes, voir Behring.
(65685) Behring est un astéroïde de la ceinture principale.

## Description
(65685) Behring est un astéroïde de la ceinture principale. Il fut découvert le 10 octobre 1990 à Tautenburg par Freimut Börngen et Lutz Dieter Schmadel. Il présente une orbite caractérisée par un demi-grand axe de 2,72 UA, une excentricité de 0,11 et une inclinaison de 4,0° par rapport à l'écliptique.

## Compléments